# Oksana Baulina
Oksana Viktorovna Baulina (en russe : Оксана Викторовна Баулина), née le 1er novembre 1979 dans le kraï de Krasnoïarsk et morte le 23 mars 2022 à Kiev, est une journaliste russe, correspondante de The Insider et ancienne productrice de la Fondation anti-corruption de l'opposant Alexeï Navalny. Elle est tuée à la suite de l'explosion d'une roquette russe dans le raïon de Podil pendant l'invasion de l'Ukraine par la Russie.

## Biographie
Avant de commencer une carrière politique, elle travaille pour plusieurs magazines internationaux tels que InStyle, Time Out ou Glamour.
En 2013, elle rejoint l'équipe de l'opposant Alexeï Navalny lors de l'élection du maire de Moscou. Selon ses propres mots, elle s'occupe de la création de campagnes photo et vidéo, puis coordonne le travail des observateurs. En 2016, elle rejoint officiellement la Fondation anti-corruption comme productrice de la chaîne YouTube. Elle lance l'émission matinale Cactus animée par Lioubov Sobol et Nikolaï Liaskine.
Elle collabore avec Radio Liberty et Mediazona. À partir de 2020, elle travaille dans le projet « That's So » de la chaîne de télévision BelSat et déménage à Varsovie. À partir de novembre 2021, elle est journaliste pour le média indépendant russe The Insider jusqu'à sa mort lors de l'invasion de l'Ukraine par la Russie.